# Lutra
Lutra je rod vyder. Zahrnuje tři druhy, někdy se do něho řadí i vydra skvrnitá (Lutra maculicollis), jindy řazená do samostatného rodu Hydrictis jako
Hydrictis maculicollis. V Česku žije vydra říční (Lutra lutra).